# Balderic II
Balderic II, també anomenat Balderic de Loon, fou el segon príncep-bisbe del principat de Lieja de 1008 fins a la seva mort el 29 de juliol de 1018 a Heerewaarden (actualment un nucli del municipi neerlandès de Maasdriel). Tot i ésser el primer príncep d'aquest nom, se'n diu el segon, com que de 955 a 959 hi va haver un bisbe del bisbat de Lieja que es deia Balderic també. Era un nebot de Renyer V, comte d'Hainaut.

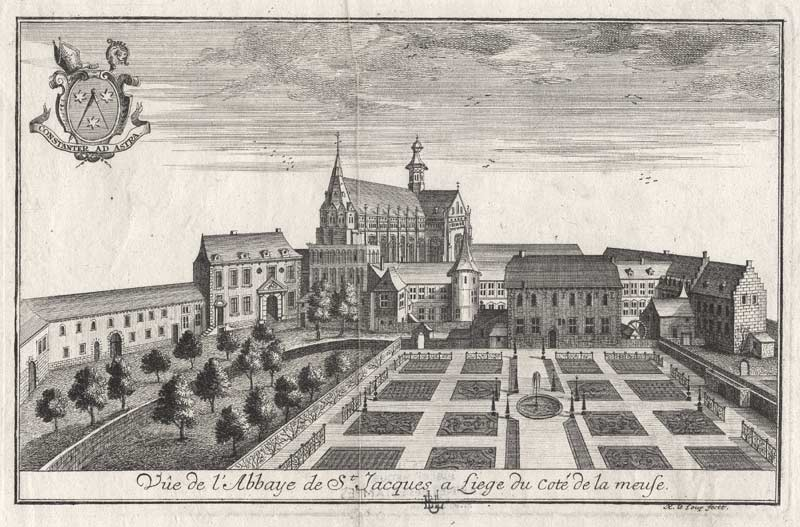
Abadia Sant Jaume a Lieja

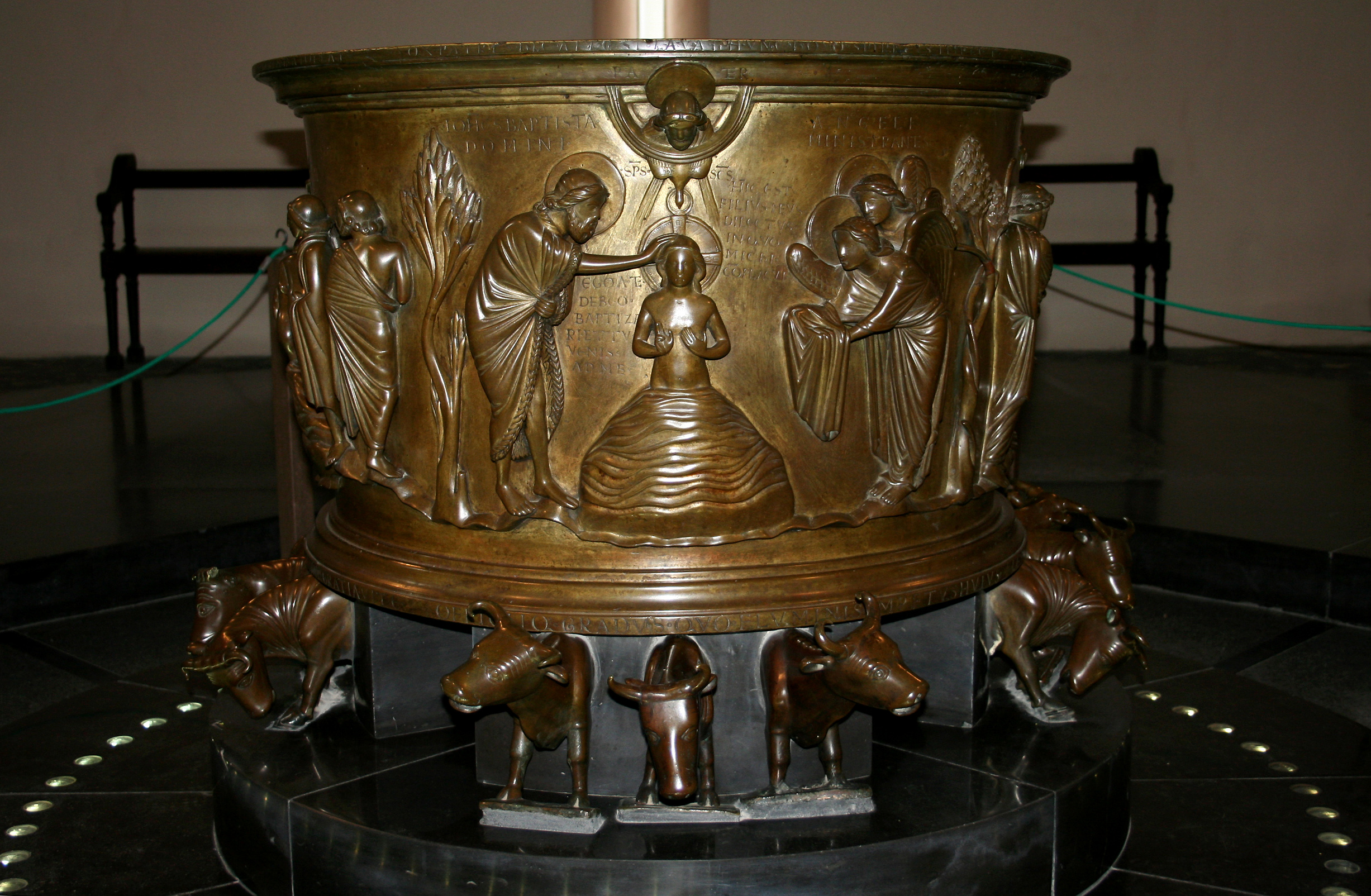
Pica baptismal

El 1015, Balderic va establir l'abadia benedictina de Sant Jaume. Durant el seu regnat, la ciutat de Lieja va crear enllaços culturals amb Itàlia i l'Imperi Romà d'Orient.
Un bisbe italià anomenat Joan, conseller de Balderic, va pintar les pintures al fresc de la nova abadia. Al mateix temps, l'obra de la col·legiata de Sant Bartomeu s'acabà i és molt possible que artistes romans d'Orient que van treballar a la capella dedicada al mateix sant a Paderborn, després van viatjar cap a Lieja. La pica baptismal (1107-1118) en fosa de bronze de l'antiga església de la Mare de Déu de les fonts (ara a lacol·legiata de Sant Bartomeu), atribuïda a un artista Reynier de Huy, del qual no hi ha gaire traces, mostra una innegable influència romana d'Orient.
Va morir en marxar amb el seu exèrcit per ajudar l'emperador Enric II contra el comte d'Holanda abans de la batalla de Vlaardingen.